# BioShock Infinite
A BioShock Infinite egy Irrational Games által fejlesztett first-person shooter videójáték, amit a 2K Games adott ki. A kezdetben "Project Icarus"-nak nevezett játék világszerte megjelent Microsoft Windowsra, PlayStation 3-ra, végül 2013. március 26-án Xbox 360 platformokra is. A BioShock sorozatnak ez a harmadik epizódja. Bár a cselekményszálat nem viszi tovább, mind a játékmenete, mind a fő motívumai hasonlítanak az eddig megjelent részekre. A fő koncepció az Irrational Games kreatív vezetőjétől, Kevin Levine-től származik, aki történelmi és mai társadalmi eseményekből merített, mint például az Elfoglaló mozgalom.
A történet 1912-ben kezdődik, mikor Booker DeWitt, a detektív megbízást kap, hogy szabadítson ki egy fiatal hölgyet Columbiából, a repülő városból. Booker megmenti Elisabethet, de máris a város két hadban álló csoportjának az üldözöttjei lesznek. A viszálykodók egyik résztvevője a nativista és elit Alapítók, akik egy tiszta, amerikai város megalapítására törekednek; míg a másik felet a Vox Populi képviselik, akik a köznép hangján szólnak. Hamar kiderül, hogy a konfliktus középpontjában Elisabeth áll, valamint, hogy a lány képes befolyásolni teret és időt, ami komoly veszélyt jelent Columbiára.
A történet folyamán Bookert irányítja a játékos, míg Elisabethet mesterséges intelligencia vezérli. Akárcsak az előző BioShock részekben, a játékos itt is fegyverek és különböző felszerelések sokaságát bevetheti a harcok közben, valamint az úgynevezett vigorok segítségével pszichokinetikus képességekre tehet szert.

## Cselekmény
|  | Alább a cselekmény részletei következnek! |

### Előzmények
Booker DeWitt egy átlagos amerikai katona volt, míg részt nem vett 1890-ben a Wounded Knee-i csatában, ahol több száz indiánt mészároltak le. Emiatt hatalmas bűntudata lett és elhatározta, hogy megkeresztelkedik. Itt jött létre a két különböző univerzum. Az egyikben Booker mielőtt megkeresztelkedett volna, hirtelen visszalépett, a másikban pedig megkeresztelkedett és Zachary Comstock néven újjászületett. A meg nem keresztelkedett Booker megnősült és lánya született, akinek Anna lett a neve, ám az anya a szüléskor meghalt. Ez és a mészárlás emléke annyira megviselte Bookert, hogy alkoholizmusba esett. A másik univerzumban Comstock betegesen vallásos és tekintélyes ember lett. Megismerte Rosalinde Lutece-t, aki egy részecskékkel foglalkozó tudós volt. Rosalinde volt az, aki felfedezte, hogy vannak más univerzumok is amelyekkel kapcsolatba lehet kerülni. Itt fedezi fel a másik univerzumban lévő mását, Robert Lutece-t akivel kapcsolatba került. Erről a felfedezésről beszámolt Comstocknak, aki rengeteg pénzt adott a kutatásba, végül sikerül a Lutece-eknek egy gépet építeniük, amellyel tereket lehet megnyitni a különböző univerzumok között. Ezzel a szerkezettel tud áttérni Robert Rosalinde univerzumába. De a gépnek mellékhatásai voltak, ezek kihatottal Comstockra is, aki magát prófétának hitte és a hasadásokon látott dolgokat angyali látomásoknak vélte. A Lutece-ek ezalatt felfedezték az olyan részecskéket, amelyek nem tudnak lesüllyedni és a levegőben lebegve maradnak. Ezeknek a részecskéknek köszönhetően létrehozták Columbiát, a lebegő várost. Ebben a városban még működött a fehér felsőbbrendűség és a feketék és a kisebbségek elnyomása. A további kísérletek miatt a város korához képest hihetetlenül fejlett lett, emiatt a lakosság bálványozni kezdte Comstockot. 1901-ben a város segítségével a Bokszerlázadást leverték, az Amerikaiak látván mekkora hadereje van a városnak, megparancsolták a városnak, hogy szálljon le a földre. Emiatt a város kilépett az Egyesült Államokból és önálló lett. Comstock tudta, hogy kell egy utód, aki továbbviszi az ő hagyatékát, de továbbra is dolgozott a részecskékkel, de ennek következtében hamar megöregedett, nemzőképtelen és rákos lett. Itt találkozik Booker és Comstock. Az egyik hasadáson keresztül felfedezi a meg nem keresztelkedett énjét, Bookert és lányát Annát. Látván a férfi lecsúszott helyzetét kicsalja tőle a gyereket. Booker megbánja tettét és a férfi után fut. Mielőtt a hasadás bezárulna Anna kisujját levágja a bezáró hasadás. A lány emiatt tud önállóan tereket nyitni. Booker a fájdalomtól ittasan belevágta kézfejébe lánya monogramját AD, hogy soha ne feledje a történteket. Miután Comstock a lányt megszerezte elnevezte Elisabethnek és azt mondta a lakosságnak, hogy a saját lánya és felesége egy hét alatt hordta ki. Lady Comstock nem bírta elviselni a gyereket, mivel tudta ez hazugság. Azt hitte férje és Rosalinde gyereke, Emiatt építettek a lánynak egy hatalmas angyal alakú tornyot, ahová bezárták. A toronyban tartottak szifonokat is, amelyekkel korlátozták és lefogták Elizabeth erejét. Továbbá építettek egy hatalmas robot madarat, aki a lány "őrzője" lett. Comstock tudta, hogy Booker vissza fog jönni, ezért figyelmeztette a népet, figyeljenek, eljön a "hamis pásztor" a lányért, kezén az AD felirattal. Lady Comstock egyre nehezebben bírta elviselni, hogy hazudnak az embereknek. Ezért Comstock titokban megölette és a gyilkosságot ráfogta fekete szolgálójukra Daisy Fitzroyra. Daisy fellázadt és létrehozta a Vox Poppuli-t, egy ellenálló szervezetet. Közben a Lutece-ek látták, hová fajul a helyzet és megpróbálták visszavinni Elizabethet Bookerhez. Ezt Comstock megtudta és utasította Jeremiah Finket, hogy szabotálja a gépet hogy, amikor a Lutece-ek használják felrobbanjon és meghaljanak. Ez megtörtént ám a Lutece-ek nem haltak meg, hanem ugrálni tudtak az univerzumokban. Elhatározták, hogy Bookert önállóan áthozzák és segítségével kiszabadítják Elizabethet.

### Játék alatti történések
A játék 1912 júliusában kezdődik. Mialatt a New Yorkban élő Booker az irodájában ülve hirtelen megjelennek a Lutece-ek és átviszik abba az univerzumba, ahol Comstock létezik. Mikor Booker átlép a téren áthaladva annyira megviseli az átlépés, hogy elájul. Mikor magához tért egy csónakban ül. Nem emlékszik a történésekre, így kreál magának egy emléket, miszerint adósságainak eltörlése miatt kell megszereznie a lányt. Egy világítótoronyhoz érve feljut a városba. Először a város idillinek tűnik. De hamarosan felfedezik Booker kezén a jegyet, de mielőtt megölnék Bookernek sikerül elszöknie. Megtalálja a lányt a toronyban és kiszabadítja. A dolgok rendben mennek, amíg a lecsapó Songbirdnek sikerül elrabolnia a lányt. Booker egy hatalmas időhasadékon át 1984 telén találja magát, ahol már Elizabeth idős és végrehajtotta Comstock akaratát és leigázta az embereket. Visszaküldi Bookert egy lappal, amely Songbird irányítását tartalmazza. Miután hajóján megtalálják, Comstock Booker ellen akarja a lányt uszítani. Ekkor önmagából kikelve Booker megöli a férfit. Támadás éri a hajót, de Bookernek és Songbirdnek sikerül levernie. Songbirdek elpusztítják a szifonokat és Elizabeth visszanyeri teljes erejét. Ekkor a térek közt lépkedve fény derül a múltra és Booker szembesül vele: csak akkor érhetnek véget az események, ha Comstockot születése pillanatában megölik. Ezért Bookernek kell meghalnia abban a minutumban, amikor megkeresztelkedik és Comstockká válik. Megtörténik és így az Elizabethek lassan eltűnnek és egész Columbia meg nem történtnek számít. Booker a játék legvégén magához tér és felfedezi az alvó, csecsemő Annát.
|  | Itt a vége a cselekmény részletezésének! |